# دین در امپراتوری مغول

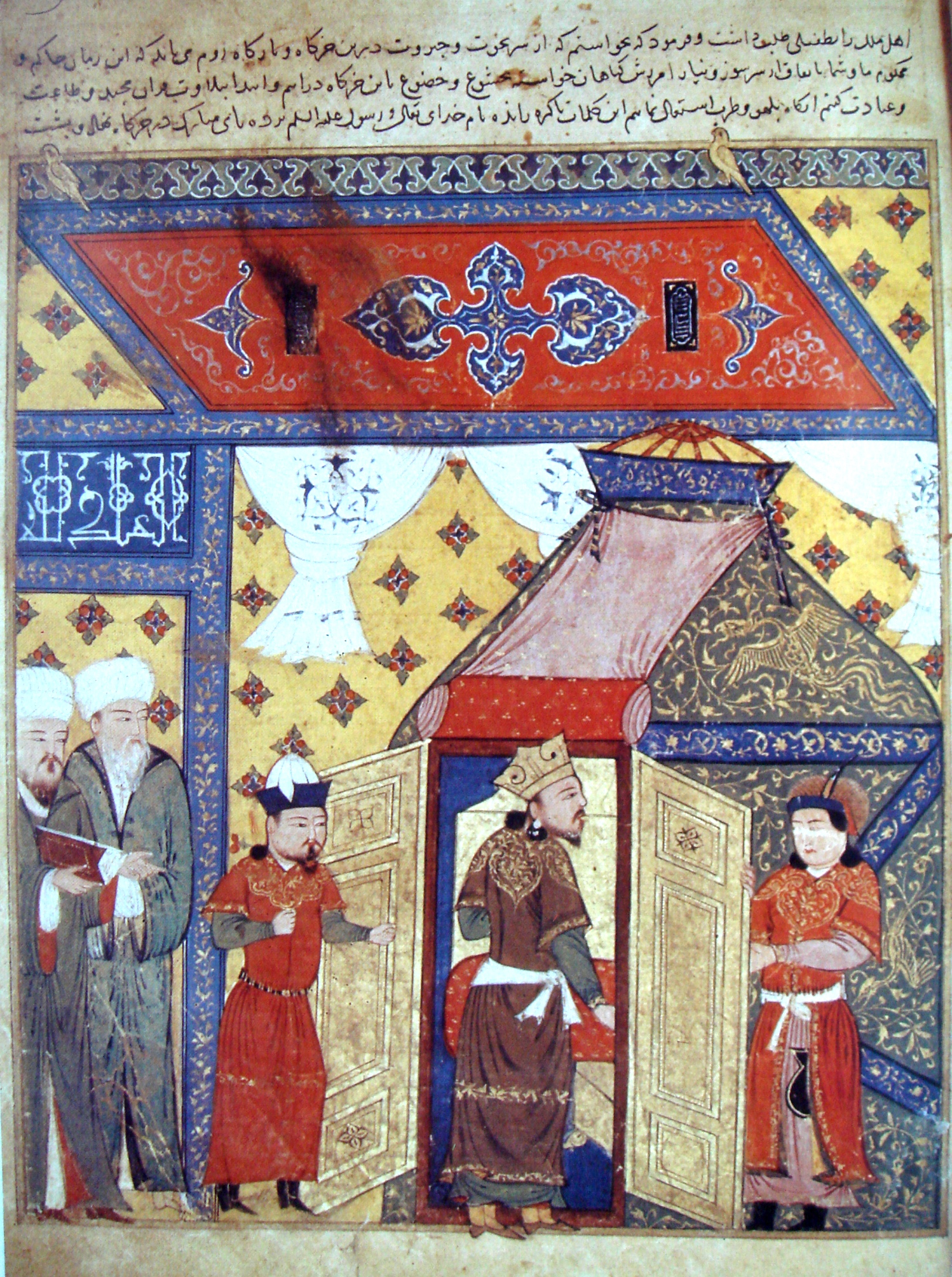
گرویدن غازان خان از بوداگرایی به اسلام

دین در امپراتوری مغول به موضوع‌های مرتبط با دین در امپراتوری مغول (۱۳۶۸–۱۲۰۶ میلادی) در طی سده‌های ۱۳ و ۱۴ میلادی می‌پردازد. مذهب اولیه مغول‌ها نوعی تنگری‌باوری بود، که به نام شَمَن‌باوری مغولی نیز شناخته می‌شود. شمن‌باوری مغولی دینی مبتنی بر عبادت و آیین‌های نیاکان است، که پیوندی تنگاتنگ با عرفان دارد. در شمن‌باوری مغولی، یک بهشت و یک عالم اموات وجود دارد که هر دو از ۹ قلمروی مجزا تشکیل شده‌اند. در تاریخ سری مغولان، بالاترین سطح معنوی، نهمین قلمرو بهشت به عنوان «بهشت آبی ابدی» نامیده می‌شود. این قلمرو توسط یک خدای آسمان به نام «تنگری» (بهشت، خدای بهشت) اداره می‌شود که از نظر اقتدار معنوی بالاترین در نظر گرفته شده‌است. مغول‌ها در اوایل شکل‌گیری امپراتوری با اکثر ادیان بسیار مدارا می‌کردند و معمولاً همزمان از چندین دین حمایت می‌کردند. اگرچه چنگیزخان یک تنگرباور بود، اما سیاست دینی را به شکلی تعیین کرد که آزادی دینی را تضمین کند؛ با این حال، رشیدالدین فضل‌الله همدانی بیان می‌کند که مواردی از محدودیت نیز وجود داشت، از جمله اینکه چنگیز خان قصابی حلال را ممنوع کرد.
امپراتوران مغول به سازماندهی مناظرات مذهبی بین روحانیان معروف بودند، و این امر مخاطبان زیادی را به خود جلب می‌کرد. مغول‌ها نسبت به ادیان بیگانه نگرش خیرخواهانه یا حداقل سیاست بی‌توجهی بی‌خطری داشتند. آنها در همان اوایل به این نتیجه رسیدند که تحمیل تهاجمی مذهب بومی آنها بر اتباعشان نتیجه معکوس خواهد داشت. فرمان چنگیزخان مبنی بر معافیت روحانیان بودایی، مسیحی، تائوگرا و مسلمان از عوارض مالیاتی تا پایان دودمان یوآن در سال ۱۳۶۸، توسط جانشینان وی ادامه یافت. همان‌طور که مغول‌ها امپراتوری چشمگیر خود را گسترش دادند، مردم و مذاهب بیشتری تحت کنترل آنها قرار گرفتند. مبلغان نیز از چین، تبت، ایران و اروپا به مغولستان آمدند تا اعتقادهای خود را در بزرگ‌ترین امپراتوری جهان عرضه کنند. مسیحیت نسطوری، مسیحیت غربی، اسلام بوداگرایی، بوداگرایی تبتی، تائوگرایی و آیین کنفوسیوس همگی در سرزمین‌های تحت کنترل مغول اجرا می‌شدند. به استثنای ایلخانانِ تحت سلطه مسلمانان در بخش غربی امپراتوری، پیروان این ادیان و نوکیشان آنان تا حد زیادی در ایمان خود رها و آزاد بودند، مشروط بر اینکه دولت مغول هرگز توسط آنها تهدید نشود. از همه رعایای امپراتوری انتظار می‌رفت که برای سعادت خان مغول به هر خدایی که معتقد بودند دعا کنند. دین مسیحیت هرگز در امپراتوری مغول به موقعیتی عالی دست نیافت، اما بسیاری از خان‌های بزرگ و رهبران رده پایین‌تر توسط مادران مسیحی بزرگ شدند و توسط معلمان مسیحی آموزش دیدند.
در شرق امپراتوری، نوه چنگیز گودان خان، و همچنین قوبلای خان (بنیان‌گذار دودمان یوآن در چین) به بوداگرایی گرویدند. سه حکومت خانیِ اصلی مغول دیگر، یعنی ایلخانان، اردوی زرین و خانات جغتای نیز، همراه با بوداگرایی و تنگری‌گری، اسلام را هم پذیرفتند.

## پیش زمینه
امپراتوری مغول در قرن سیزدهم و چهاردهم بزرگ‌ترین امپراتوری به هم پیوسته‌ای بود که جهان تا به حال دیده‌است. قدرت محض مغول‌ها باعث ترس در سراسر آسیا و اروپا شد. بسیاری این مهاجمان پیگنیسم (غیر یهودی و مسیحی) پرقدرت را بخشی از آخرالزمان می‌دانستند. چنگیز خان توانست به سرعت قبایل کوچ‌نشین را متحد کند و به قدرتمندترین نیروی جنگی زمان تبدیل شود. این موفقیت بی‌سابقه را می‌توان به چندین عامل مختلف نسبت داد- سازگاری مغول‌ها، تسلط مغول‌ها بر اسب و تمرکز بر تجارت و دین.
دو موج گسترش در قرن سیزدهم به یکدیگر برخورد کردند: یکی امپراتوری مغول که از آسیای مرکزی آمده بود و به‌طور اجتناب‌ناپذیری گسترش یافت و دیگری، یک ایمان کاتولیک نیرومند بود که از نیروی نظامی در قالب جنگ‌های صلیبی برای گسترش قلمرو خود استفاده می‌کرد، اما همچنین به تغییر دین از طریق دو فرقه جدید رهبانی، فرانسیسکن‌ها و دومینیکن‌ها، برای آوردن نوکیشان به این ایمان تکیه می‌کرد. مسیحیان در تلاش خود در به مسیحی درآوردن مغولان تنها نبودند. مسلمانان و بودائیان نیز به دنبال تغییر مذهب مغولان بودند. در برخی موارد، امید به تغییر دین مدت‌ها پس از حمله اولیه مغولان در نیمه اول قرن سیزدهم به وجود آمد.

### تنگریسم

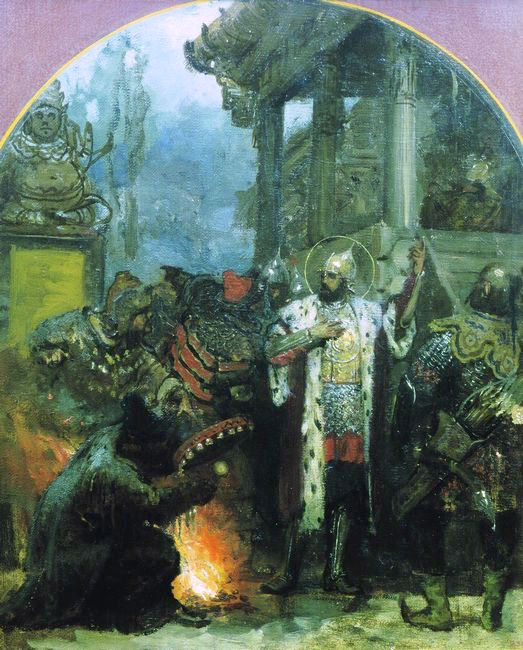
الکساندر نوسکی (قهرمان ملی روسیه ۱۲۶۳–۱۲۲۱) در نزدیکی یک شمن مغولی در اردوی زرین مغولان ایستاده‌است. نقاشی هنریک شمیراتسکی

تنگری‌باوری یا شمن‌باوری مغولی، دین رایج در آسیای مرکزی و سیبری باستان بوده‌است. در زمان چنگیز خان، مذهب اولیه مغول‌ها نوعی شمن‌باوری مغولی بود. شمنیسم مغولی دینی مبتنی بر عبادت و آیین‌های نیاکانی است که پیوندی تنگاتنگی با عرفان دارد. در آیین شمنی مغول، یک بهشت و یک عالم اموات وجود دارد که هر دو از ۹ قلمروی مجزا تشکیل شده‌اند. در تاریخ سری مغولان، بالاترین سطح معنوی، نهمین قلمرو بهشت به عنوان «بهشت آبی ابدی» نامیده می‌شود. این قلمرو توسط یک خدای آسمان به نام «تنگری» (بهشت، خدای بهشت) اداره می‌شود که از نظر اقتدار معنوی بالاترین در نظر گرفته شده‌است. شمن‌ها در مرکز این دین قرار دارند و هم از اقتدار معنوی و هم اقتدار فیزیکی برخوردار هستند. آنها افراد خردمندی در نظر گرفته می‌شوند که می‌توانند به نُه قلمروی آسمان آبی ابدی صعود کنند و با تنگری ارتباط برقرار کنند. شمن‌ها همچنین نقش مهمی در سیاست مغول ایفا می‌کردند. نماد رایج در ادبیات مغول، قانون سه است. رویدادهایی که برای داشتن اهمیت مذهبی در نظر گرفته شده‌اند در گروه‌های سه نفره ثبت می‌شوند. درست مانند عدد سه که نماد تثلیث در زمینه‌های مذهبی برای مسیحیت است، عدد سه برای مغول‌ها دارای اهمیت مذهبی است. در ادیان آسیای درونی، عدد سه می‌تواند نشان دهنده سه قلمرو باشد. در شمنیسم، سه قلمرو عبارتند از: جهان زیرین، قلمرو زنده و بهشت ابدی. در بهشت ابدی و عالم اموات، نه قلمرو وجود دارد. هدف شمن‌ها رسیدن به قلمروی نهم، بهشت ابدی است، اما تنها بزرگ‌ترین شمن‌ها می‌توانند به این سطح معنوی صعود کنند. بر پایه بسیاری از منابع دانشگاهی، تنگری‌باوری در دوره امپراتوری، به ویژه در قرن ۱۲ تا ۱۳، بیشتر به یکتاپرستی تبدیل شده بود. در آیین عامیانه مغولی، چنگیز خان اگر نگوییم تجسم اصلی اراده تنگری یکی از تجسم‌ها به‌شمار می‌رود.

## ترفند تساهل مذهبی
مغول‌ها نسبت به ادیان بیگانه نگرش خیرخواهانه یا حداقل سیاست بی‌توجهی بی‌خطری داشتند. با وجود اعتقاد آنها به شمن‌باوری مغولی (به تنگری‌باوری هم شناخته می‌شود)، مغول‌ها در همان اوایل به این نتیجه رسیدند که تحمیل تهاجمی مذهب بومی آنها بر اتباعشان نتیجه معکوس خواهد داشت. درعوض، آنها در پی آن بودند که خود را با روحانیان برجسته خارجی به منظور تسهیل اداره سرزمین‌های تازه تحت انقیاد تطبیق دهند. آنها حتی به روحانیان بودیسم، اسلام، تائوئیسم و مسیحیت نسطوری امتیازات مالیاتی دادند تا حمایت آن ادیان را جلب کنند. با گسترش امپراتوری فراتر از مغولستان، مغول‌ها به دلایل استراتژیک و همچنین عمل‌گرایانه با بسیاری از جوامع مذهبی در سراسر امپراتوری خود روابط برقرار کردند. ارتباط همدلانه با نخبگان مذهبی به کاهش خطر خصومت و شورش در میان فتح‌شدگان کمک می‌کرد. بدین ترتیب، مغولان روحانیون اکثر مذاهب را از مالیات معاف کردند. مغول‌ها نیز اغلب در طول تهاجم‌ها از دشمنی سازه‌های مذهبی در امان بودند، مگر اینکه مقاومتی صورت می‌گرفت و در این صورت هیچ‌کس از خشونت مغول‌ها مصون نبود.
در نوشته‌های مارکو پولو می‌توان یک دیدگاه اساسی مغول از دین را یافت. به گزارش مارکوپولو، قوبلای خان گفته‌است:
پیامبرانی هستند که پرستش می‌شوند و همه به آنها احترام می‌گذارند. مسیحیان می‌گویند خدای آنها عیسی مسیح، سارازن‌ها (مسلمانان)، محمد، یهودیان، موسی و ساکیامونی‌ها (بوداییان)، بودا؛ و من به هر چهار نفرِ ارجمند تکریم می‌کنم، یعنی برای کسی که در بهشت بزرگ‌تر و صادق‌تر است و از او می‌خواهم که مرا یاری کند.
میراث مهم سلطنت مغول‌ها در چین حمایت آنها از بسیاری از ادیان بود. به عنوان مثال، اسلام به خوبی مورد حمایت قرار گرفت و مغول‌ها تعداد زیادی مسجد در چین ساختند. مغول‌ها همچنین مدیران مالی اسلامی را استخدام و به کار گرفتند؛ اقدامی که منجر به روابط خوب با جهان اسلام فراتر از چین، به ویژه با ایران و غرب آسیا شد. در مورد بودیسم — به ویژه شکل بودیسم تبتی — مغولان تعدادی راهب تبتی را به خدمت گرفتند تا به آنها کمک کنند که بر چین حکومت کنند و به این ترتیب منافع بودیسم را نیز ارتقا دهند. این سیاست منجر به افزایش شگفت‌انگیز تعداد معبدهای بودایی در چین و همچنین ترجمه متون بودایی شد. حتی مسیحیت نسطوری توسط مغول‌ها ترویج شد، تا حدی به این دلیل که مادر خود قوبلای خان از پیروان این ایمان بود. با برخاستن سلسله یوآن از طوایف مغولی، بسیاری از مسلمانان آسیای مرکزی به چین آورده شدند تا به عنوان والی به امپراتوری مغول خدمت کنند. در همان زمان، مغول‌ها چینی هان را از چین به غرب فرستادند تا بر مسلمانان آنجا حاکم شوند. این یک حرکت نسبتاً هوشمندانه بود که به خارجی‌ها اجازه داد تا بر مردم محلی اداره کنند و عملاً هرگونه ایده طرفداری از یک دین خاص را با این روش از بین می‌بردند.

## دین در زمان چنگیزخان
هنگامی که چنگیزخان قبایل مغول را متحد کرد و با اکثر مناطق آسیا جنگ کرد، به عنوان یکی از بی رحم‌ترین جنگ‌سالاران تمام دوران شناخته شد. با این حال، یکی از ویژگی‌های بارز در طول فتح نظامی او، مدارا با همه ادیان بود. او تنوع را پذیرفت و آزادی مذهبی را برای همهٔ تعیین کرد. مدارا چنگیز خان برای او مفید بود. چنگیز همچنان از آزار و اذیت بین مذهبی به نفع خود استفاده می‌کرد. او از مردم سرکوب شده به عنوان جاسوس در شهرهایی مانند بغداد استفاده می‌کرد و سپس زمین را می‌گرفت و همه کسانی را که مایل بودند جذب می‌کرد. او از نظر مذهبی بازتر از هر قدرت دیگری در جهان بود.

### دین چنگیزخان
ما به خدای واحدی ایمان داریم که به اراده او زندگی می‌کنیم و به وسیله او می‌میریم و ما نسبت به او قلبی راست داریم. همان‌طور که خدا بین انگشتان یک دست تفاوت گذاشته‌است، راه‌های مختلفی نیز به مردان داده‌است. برای تو (ویلیام روبروک)، کتاب مقدس را داده‌است که شما مسیحیان آن را رعایت نمی‌کنید. به جای کتاب مقدس، خداوند به مغولان مردان مقدس داده‌است. ما آنچه را که این مردان به ما می‌گویند انجام می‌دهیم و در آرامش زندگی می‌کنیم.

سخنان چنگیز خان در سال ۱۲۵۱، خطاب به مبلغ مسیحی ویلیام روبروک.
علما یا مدعی هستند چنگیز خان مردی مؤمن بوده که از ارزش‌های اصلی و اعتقادات مذهبی ای پیروی می‌کرده در دوران کودکی در او ریشه دوانده‌است، یا ادعا می‌کنند که او یک حاکم حیله‌گر و بی‌ایمان بوده و از دین به عنوان ابزار سیاسی استفاده می‌کرده‌است. «مایکل ریپینسکی» نویسنده کتاب ماهیت شمنیسم، «والتر هایسیگ» نویسنده کتاب منبع مغولی برای سرکوب لامائیستی شمنیسم در قرن هفدهم، و «لری مؤسس» نویسنده کتاب سه قلوهای سه‌گانه: عدد نُه در تاریخ سری مغولان، همگی از پژوهشگرانی هستند که آثارشان عمدتاً بر مطالعهٔ پیچیدگی‌های مذهبی شمنیسم متمرکز است و هر سه ادعا می‌کنند که چنگیز خان کاملاً مذهبی بوده‌است. از طرف دیگر «دیوید مورگان» نویسنده کتاب چنگیز خان: فتوحات او، امپراتوری او، میراث او نوشته‌است که چنگیز خان هیچ پیوند محکمی با مذهب و معنویت خالصانه ندارد و به عنوان سند به قتل شمن اعظم کوکوچو (تب تنگی) به دست چنگیز خان اشاره کرده‌است.
قوی‌ترین مدرک بر اساس منابع اولیه برای این استدلال که چنگیزخان مذهبی نبوده‌است، در واقع سند قرار دادن قتل شمن بزرگ مغول کوکوچو (تب تنگی) است اما تاریخ سری مغول‌ها نشان می‌دهد که مذهب جزء اصلی زندگی روزانه چنگیزخان بوده‌است. کوکوچو، کسی است که در گردهمایی سال ۶۰۲ هجری و اعلام خانی چنگیز و ترتیب دادن امور حکومت وی بر قوم مغول، نقش بسیار مهمی بر عهده داشت. در این جلسه کوکوچو اعلام داشت، که «تموچین نامش به چنگیز تغییر یافته و همچنین چنگیز از جانب وی به عالم علوی برگزیده شده و کسی است که از آسمان فرستاده شده تا رهبری ایلات تحت تابعیت خود را بر عهده بگیرد.»
کوکوچو پیش‌بینی کرده بود که در صورتی که چنگیز برادرش را از میان برندارد او به جای چنگیز خان بزرگ خواهد شد. چنگیز خان دلیل کشتن کوکوچو را به پدر او به این صورت توضیح می‌دهد که «تب تنگی با شایعات بی‌اساس بین من و برادرانم نفاق و دشمنی ایجاد می‌کرد و نعمت بهشت ابدی را از دست داده بود.» در این متن به جای حمله به به مذهب، انتقام با انگیزه شخصی و دینی دیده می‌شود. استدلال چنگیزخان ارتباط بین نعمت بهشت و اخلاق را در پندار او نشان می‌دهد. همچنین نشان می‌دهد که برای مغولان امکان‌پذیر است اگر فاسد شوند، نعمت بهشت ابدی را از دست بدهند. در تحلیلی از ایمان چنگیزخان، این قتل را می‌توان قتل یک شمن فاسدی دانست که ایمان خود را از دست داده بود. چنگیز خان ایمان به دین خود را بالاتر از استدلال درست و حتی رفاه خودش قرار می‌داد و اغلب نشان داده شده‌است هنگامی که تصمیمی جسورانه می‌گیرد کاملاً بر نعمت بهشت ابدی تکیه می‌کند تا پیروزی او را تضمین کند. در جنگی که احتمال پیروزی در آن خیلی ضعیف بود از او نقل شده‌است که چگونه می‌توان عقب‌نشینی کرد؟ حتی اگر ما بمیریم، اجازه دهید ما خود را به چالش بکشیم! و با گفتن: «آسمان ابدی تو داور باش!» به سمت دشمن تاخت. او به خود می‌بالید که در نبردها، با ارادهٔ بهشت ابدی پیروز خواهد شد و او خود را فردی واقعاً با برکت می‌دانست.
چنگیز «آسمان آبی ابدی» یا «بهشت ابدی» را می‌پرستید. به نیروهای مختلف طبیعت، مانند خورشید طلایی و رودخانه‌های جاری نیز احترام می‌گذاشت. بهشت ابدی عبارتی است که اغلب در تاریخ سری مغولان استفاده می‌شود. شمنیسم مغولی (یا تنگری‌باوری) حول پرستش یک خدای آسمان به نام تنگری متمرکز است. «لطف بهشت ابدی» از تنگری، می‌آید. چنگیزخان در کتاب تاریخ سری مغول‌ها بهشت ابدی را ستایش می‌کند تا به خود اعتبار و اقتدار و قدرت بدهد. استفاده اولیه از دین برای او در تاریخ سری مغول، برافراشتن حق الهی بود و به حکومت او را به عنوان خان مشروعیت بخشید. نقش شمنیسم در مشروعیت بخشیدن به خان‌ها به این صورت تثبیت شد که شمن‌ها می‌توانستند پیشگویی کنند که چه کسی خان می‌شود در تاریخ سری مغول‌ها، هم چنگیزخان و هم برادرش پیش‌بینی شده بودند که خان بزرگ خواهند شد.
بخش مهم دیگری که مشروعیت خان را از طریق اقتدار الهی تثبیت می‌کند، پس از زمانی است که وی به عنوان خان اعلام می‌شود. چنگیز قبل از هر چیز به مذهب مغول تکیه می‌کند تا افراد را به خدمت بگیرد و آنها را در منصب خود قرار دهد. ساختار جملات چنگیز خان بسیار گویا است. «وقتی بهشت و زمین بر قدرتم افزوده و من را تحت حمایت خود قرار داده، شما بزرگان که از دوست قسم خورده‌ام جاموقا خواستید همراه من باشید، آیا یار بلنداقبالی من نخواهید بود؟ من هر یک از شما را به دفتر مربوط خود منصوب کردم.» چنگیزخان هنگام سازماندهی ارتش خود به ژنرال‌های خود این سخنرانی را انجام داد: «قبلاً هشتاد مرد به عنوان نگهبان شبانه و هفتاد مرد به عنوان نگهبان روز خدمت می‌کردند. اکنون، با لطف بهشت جاودان، قدرت و نیروی من توسط آسمان و زمین افزایش یافته‌است و من تمام مردم را به بیعت کشاندم و باعث شدم آنها تحت حاکمیت من قرار گیرند، بنابراین اکنون مردانی را برای خدمت به عنوان نگهبان از هزاران نفر انتخاب کنید و آنها را برای من به خدمت بگیرید.» یکی از وجوه عمده برهان الهی او در قانون بود. چنگیز خان از دین به عنوان توجیهی برای نظام حقوقی و اقتدار خود در صدور احکام استفاده می‌کرد. در تاریخ سری مغولان، او اغلب از دین برای توجیه قانون خود استفاده کرده‌است.
بر اساس تاریخ سری مغولان اشاره به برکت بهشت ابدی اغلب برای توضیح اینکه چرا مغول‌ها بر دشمنان خود پیروز شدند استفاده می‌شد. در نبرد، ایمان عامل تعیین‌کننده بین برد و باخت بود. مغول‌ها به دنبال تسخیر همه چیز زیر بهشت ابدی بودند. چنگیز خان نیز از ایمان خود برای توجیه جنگ استفاده می‌کرد. او احساس حق می‌کرد که با برکت بهشت ابدی فتح کند. جادوی شمن عامل تعیین‌کننده نبرد بود. در منابع مغول آمده که در برخی موارد، جادوی شمن طوفان بزرگی را در میدان جنگ به وجود آورد و حتی بر نتیجه تأثیر گذاشت. در یکی از نبردهای سرنوشت ساز بزرگ بین چنگیز خان و جاموقا، خان رقیب اصلی چنگیز در اتحاد قبایل مغول، برکت بهشت ابدی نقش تعیین‌کننده ای در تصمیم‌گیری نتیجه توصیف شده‌است. هنگامی که دو ارتش به هم رسیدند، به زودی شمن جاموقا تلاش کرد طوفانی ایجاد کند تا جریان نبرد را تغییر دهد. با این حال، این طوفان به طرز بدی نتیجه معکوس داد، در نهایت سربازان جاموقا شکست خوردند و در حال پراکنده شدن به یکدیگر گفتند: «ما را بهشت دوست ندارد!».
چنگیز خان به سربازان خود الهام می‌بخشید و اظهار داشت که آنها نیز توسط بهشت ابدی برکت یافته‌اند و بنابراین شکست‌ناپذیر هستند. در جنگ‌ها، بهشت ابدی عامل مهمی برای استفاده از خشونت ذکر شده‌است. بهشت ابدی تصمیم گرفت چه چیزی جنگ‌ها عادلانه و صحیح هستند. تعیین می‌کرد که چه کسی با قدرت بخشیدن به رهبران با برکت آن یا با تأثیر مستقیم بر نبردها از طریق مداخله جادویی، برنده درگیری خواهد شد. همچنین الهام بخش سربازانی بود که در خط مقدم جنگیدند. از همهٔ جنبه‌های دیگر، دین برای موفقیت چنگیزخان در جنگ بسیار مهم‌تر و اثرگذارتر بود.

### قوانین یاسا در ارتباط با دین
یاسا اصطلاحی است که از فرمان‌های فردی صادر شده توسط چنگیز خان و جانشینان او و گاه کل مجموعه این فرمان‌ها استفاده می‌شود. با اینکه هیچ طومار مغولی با این نام یافت نشده‌است و نسخه کامل آن وجود ندارد اما در میان بسیاری از تواریخ از جمله تاریخدان مصری تقی‌الدین مقریزی (۱۳۶۴–۱۴۲۲)، مورخ ارمنی وارطان آرولتسی (۱۲۷۱–۱۱۹۸) و ابن بطوطه (۱۳۰۴–۱۳۶۸)، گزیده‌هایی از آن وجود دارد. یاسا، که گمان می‌رود به خط مغولی اویغوری بر روی طومارهایی نوشته شده بوده، در آرشیوهای مخفی نگهداری می‌شده و فقط خانواده سلطنتی آن را می‌خواندند. فراتر از قوانین بودن، یاسا ممکن است شامل عناصر فلسفی، معنوی و عرفانی باشد و بنابراین ممکن است به عنوان متنی شبه مقدس یا جادویی در نظر گرفته شود.
در سال ۲۰۰۷، مؤسسه قانون اساسی و جامعه‌شناسی کلاسیک مغولستان داخلی، کامل‌ترین مجموعه نسخه‌ها را پس از ۱۴ ماه گردآوری و مجدداً منتشر کرد. مواد حقوقی مختلفی در این آیین‌نامه وجود دارد، از جمله مسائل مربوط به منع همجنس‌گرایی، قوانین سختگیرانه در جهت حفاظت از منابع طبیعی مانند علفزارها، حفاظت از حیوان‌های وحشی و غیره.
برخی از قوانین آن عبارتند از:
1. دستور داده شده‌است که باور داشته باشیم فقط یک خدا وجود دارد، خالق آسمان و زمین، که به تنهایی زندگی، مرگ، ثروت و فقر می‌دهد - و بیش از همه قدرت مطلق دارد، نسخه دیگری بیان می‌کند که آزادی عبادت خدا وجود دارد به هر روش که مناسب شماست. (پلانتاژنه سامرست فرای)[۱۳]
2. (چنگیز خان) دستور داد که به همه مذاهب احترام گذاشته شود و هیچ ترجیحی به هیچ‌کدام نشان داده نشود. تمام آنچه او دستور داد آن بود که ادیان بهشت را قبول داشته باشند. (مقریزی)[۱۳]
3. رهبران مذاهب، وکلا، پزشکان، دانشمندان، مبلغان، راهبان، افرادی که وقف اعمال دینی هستند، مؤذنها و افرادی که اجساد را غسل می‌دهند باید از مالیات‌های عمومی معاف باشند.[۱۴] «طبق فرمان چنگیزخان روحانیان بودایی‌ها، مسیحیان، تائوئیست‌ها و مسلمانان از هرگونه مالیات معاف باشند و به درگاه خدا دعا کنند و به ما برکت ادامه دهند… این فرمان را به بزرگ معبد شائولین می‌دهم تا آن را داشته باشد.»[۱۵][۱۶]
4. بریدن گلوی حیوان‌های روش محمدی ذبح برای غذا ممنوع است. [۱۷]
5. کودکانی که از صیغه متولد می‌شوند باید به مشروعیت شناخته شده و سهم خود را از اصل و نصب به دست آورند. یکی از همسران باید همیشه ارشد باشد، که عمدتاً توسط زمان ازدواج تعیین می‌شود. پسر پس از مرگ پدرش به جز مادرش، با همسران دیگر پدرش می‌تواند ازدواج کند یا آنها را به عقد دیگران درآورد.[۱۳]
6. زناکننده را باید بدون توجه به اینکه آیا ازدواج کرده‌است یا نه، به قتل رساند. یاسا این قوانین را تجویز می‌کند: دوست داشتن یکدیگر، زنا نکردن، دزدی نکردن، شهادت دروغ ندادن، خائن نبودن و احترام به پیر و گدایان. هرکس این دستورهای را نقض کند، به قتل می‌رسد.[۱۳]
7. هر کس مرتکب لواط شود به قتل می‌رسد (مقریزی)[۱۳]
8. مردی که اسب دزدی در نزد او یافت می‌شود، باید آن را به صاحبش برگرداند و نه اسب از همین نوع اضافه کند. (مقریزی) ممکن است با پرداخت نه برابر ارزش چیز دزدیده شده از مجازات بدنی جلوگیری شود. مغولان عدد نه را مقدس می‌دانستند و گویا به همین جهت دزدان محکوم بودند، نُه برابر شیء مسروقه را پس دهند.[۱۳]
9. هر کسی که عمداً دروغ بگوید یا جادوگری کند، یا از رفتار دیگران جاسوسی کند یا در یک مشاجره بین دو طرف برای کمک به یکی در برابر دیگری مداخله کند نیز باید اعدام شود. (مقریزی)[۱۳]
10. ادرار در آب یا خاکستر مجازات مرگ دارد. _(مقریزی)[۱۳]
11. برای حفظ ورزش مردان ارتش، هر زمستان باید شکار بزرگی برگزار شود. با این دلیل کشتن آهو، خروس، خرگوش، الاغ وحشی و برخی پرندگان از ماه مارس تا اکتبر برای هر مرد امپراتوری ممنوع است.[۱۳]
12. کسی دستان خود را در آب فرو نبرد و در عوض باید از یک ظرف برای کشیدن آب استفاده کند. (مقریزی)[۱۳]
13. همچنین ربودن زنان و تجاوز یا آزار جنسی زنان مغول مجازات اعدام داشت.[۱۳] با این وجود استیون پینکر دانشمند علوم شناختی نوشته‌است در قرن سیزدهم در اوراسیا (آسیا و اروپا)، قتل‌عام مردان و تجاوز به زنان توسط مهاجمان مغول به حدی بود که[۱۸] بر اساس مقاله‌ای که به عنوان «میراث ژنتیکی مغول‌ها» در مجله آمریکایی «ژنتیک انسانی» منتشر شده، امروزه ۰٫۵ درصد از جمعیت مردان جهان و ۸ درصد از مردان در قلمروی امپراتوری مغول سابق دارای دی‌ان‌ای یکسان در کروموزوم‌های Y و از نوادگان چنگیز خان هستند.[۱۹]

### لقب مدافع ادیان
هنگامی که فرستادگان مسلمان از آسیای میانه آمدند تا از چنگیزخان در برابر آزار و اذیت مذهبی که در زمان خان بودایی کوچلک خان با آن مواجه بودند، حمایت کنند، چنگیزخان مشتاق کمک بود. او لشکرکشی به بلاساغون (در شمال قرقیزستان کنونی) را رهبری کرد و کوچلک خان را کشت و آزادی مذهبی را در سرزمین‌های خود اعلام کرد. این امر باعث شد که چنگیزخان لقب «مدافع ادیان» را به خود اختصاص دهد و حتی گفته شده که او «از رحمت‌های پروردگار و از نعمت‌های فیض الهی اوست».

## ادیان دولتی

### تائوئیسم
چنگیزخان استاد تائوئیسم کیو چوجی (۱۱۴۸–۱۲۲۷) را در سال ۱۲۲۲ در افغانستان احضار کرد و با او ملاقات کرد. او از کیو چوجی برای پذیرفتن دعوت او تشکر کرد و پرسید که آیا کیو چوجی داروی جاودانگی را با خود آورده‌است. کیو چوجی گفت چیزی به نام داروی جاودانگی وجود ندارد اما می‌توان از طریق پرهیز طول عمر را افزایش داد. چنگیز خان از پاسخ صادقانه او قدردانی کرد و از کیو چوجی پرسید که چه کسی او را «مرد بهشتی ابدی» نامیده‌است، خودش یا دیگران. پس از اینکه کیو چوجی پاسخ داد که دیگران، چنگیز خان حکم کرد که از این پس کیو چوجی «جاودانه» نامیده شود و او را به عنوان استاد تمام راهبان در چین منصوب کرد و خاطرنشان کرد که بهشت، کیو چوجی را نزد او فرستاده‌است. کیو چوجی همزمان با چنگیز در سال ۱۲۲۷، در پکن درگذشت و زیارتگاه او به معبد ابر سفید تبدیل شد. خان‌های بعدی به انتصاب استادان تائوئیست در مکتب تائوئیسم کوانژن در معبد ابر سفید ادامه دادند.
به‌طور کلی تائوئیسم از حمایت مغول برخوردار نبود: زیرا تائوئیسم در آن زمان درگیر مبارزه با بودیسم بود که اغلب به نبردهای سهمگین واقعی بین راهبان این دو دین تبدیل می‌شد. مغول‌ها که در کنار بودایی‌ها بودند، به تائوئیست‌ها نگاه مثبتی نداشتند. در واقع، در جلسه ای در سال ۱۲۸۱ که راهبان بودایی و تائوئیست در مورد شایستگی مذاهب فردی خود بحث کردند، قوبلای خان از بودایی‌ها حمایت کرد و محدودیت‌های شدیدی را بر تائوئیسم تحمیل کرد. در نتیجه این مناظره دینی، تعداد قابل توجهی از معبدهای تائوئیست به صومعه‌های بودایی تبدیل شدند، برخی از راهبان تائوئیست از رهبری و قدرت خلع شدند و برخی از ثروت و دارایی تائوئیست‌ها یا به تصرف دولت مغول یا معابد بودایی درآمد.

### بودیسم
مغول‌ها تعدادی راهب تبتی را به خدمت گرفتند تا به آنها کمک کنند تا بر چین حکومت کنند و همچنین منافع بودیسم را نیز ارتقا دهند. این سیاست منجر به افزایش شگفت‌انگیز تعداد معابد بودیی در چین و همچنین ترجمهٔ متون بودایی شد. در ابتدا همه گونه‌های بودیسم، مانند بوداگرایی چینی، بودیسم تبتی و بودیسم هندی شکوفا شدند، اما با توجه به اینکه بنیان‌گذار دودمان یوآن، قوبلای خان، طرفدار سبک بودیسم تبتی بود، این نوع بودیسم «به شکل عملی» به دین رسمی دومان یوآن تبدیل شد. مغول‌ها با حمایت از بودیسم تا حدی که تا آن زمان سابقه نداشت، بودیسم را به عنوان یک دین جهانی به اوج خود رساندند و امپراتوری خود را با مراکز بودایی در منطقه‌ای که از اقیانوس آرام تا دریای سیاه امتداد داشت، پیوند دادند.
بر اساس وقایع‌نگاری سالانه بودیسم نوشته «نیان چانگ» (متولد ۱۲۸۲)، نایب‌السلطنه چنگیز خان موقالی در سال ۱۲۱۹، مشغول تحت سلطه درآوردن شهر «شانسی» زادگاه راهب بودایی ذن، «کائیئون» (海雲 かいうん، ۱۲۰۳–۱۲۵) بود. در این زمان یکی از ژنرال‌های چینی موقالی که تحت تأثیر رفتار «کائیئون» و استادش «ژونگ گوان» قرار گرفته بود، آنها را به موقالی توصیه کرد. مقالی سپس این دو را به چنگیزخان معرفی کرد و چنگیز فرمان زیر را بابت آنها صادر کرد: «آنها واقعاً مردانی هستند که به بهشت دعا می‌کنند. من دوست دارم با بخشش لباس و غذا از آنها حمایت کنم و آنها را به ریاست برسانم. من قصد دارم افرادی بسیاری مانند آنها را جمع‌آوری کنم. هنگام نماز به بهشت، مشکلی بر آنان تحمیل نشود، برای جلوگیری از هرگونه بدرفتاری، آنها مجاز به عمل به عنوان «دارقان» (صاحب مصونیت) خواهند بود.» چنگیزخان قبلاً در سال ۱۲۱۴ «کائیئون» را ملاقات کرده بود و از اینکه او از بلند کردن موهایش (مدل موی مغولی) امتناع کرد تحت تأثیر قرار گرفت و به او اجازه داد سر خود را تراشیده نگه دارد. «کائیئون» پس از مرگ استادش «ژونگ گوان»، در سال ۱۲۲۰، در زمان حکومت چنگیز خان رئیس مدرسه چان (ذن چینی) شد و بارها توسط خان‌های بعدی به عنوان راهب اصلی در بوداگرایی چینی شناخته می‌شد تا اینکه در سال ۱۲۵۷ یک استاد دیگر به نام زوئتینگ فویو راهب منصوب شده مغولان در معبد شائولین، به عنوان راهب اصلی جانشین او شد.
پسر اوگتای خان و نوه چنگیز به نام گودان خان که قبل از به قدرت رسیدن قوبلای بخش بزرگی از شمال چین را اداره می‌کرد، لشکرکشی به تبت را آغاز کرد و مغول‌های غارتگر بناهای تاریخی تبتی مانند صومعه رتینگ و «معبد گیال» را در سال ۱۲۴۰ سوزاندند. گودان خان متقاعد شده بود که هیچ قدرتی در جهان از قدرت مغول‌ها فراتر نمی‌رود. با این حال، او همچنین معتقد بود که دین برای مصالح زندگی بعدی لازم است؛ بنابراین او ساکیا پاندیتا را به اردوی خود دعوت کرد. گودان خان با آموزه‌ها و دانش ساکیا پاندیتا شفا یافت و بعداً اولین شاهزاده بودیسم شناخته شده امپراتوری مغول شد.
از طریق ساکیا پاندیتا بود که در تبت با مغولان اتحاد برقرار شد و او اولین رهبانی بود که بر تبت حکومت سیاسی کرد. در قرن سیزدهم، مغول‌ها در حال حمله به تبت بودند و در واقع قبلاً چندین صومعه را غارت کرده بودند. آشکارا به یک فرستاده نیاز بود تا تلاش کند تا نوعی حل و فصل مذاکره کند. در همان زمان، گودان خان، از شهرت ساکیا پاندیتا شنید و او را به دربار خود فرا خواند. در سال ۱۲۴۹ لاما به دربار گودان خان رفت و تسلیم کامل شد و گودان را ستایش کرد و به روابط خوب ابراز امیدواری کرد. در سال ۱۲۶۰، قوبلای خان، که فرمانروای مغول‌ها و چین شده بود، برادرزاده و جانشین ساکیا پاندیتا، دروگون چوگیال فاگپا (۱۲۳۵–۱۲۸۰) را فرمانروای تمام تبت کرد. به این ترتیب، راهبان یکی از مکتب‌های بودیسم تبتی، مکتب ساکیا، فرمانروایان مذهبی تبت بودند که توسط مغول‌ها حمایت می‌شدند، تا سال ۱۳۵۸، زمانی که - قدرت مغول‌ها تضعیف شد.
خاتون چابی بر همسرش قوبلای خان تأثیر گذاشت تا او را به بودیسم تبتی متمایل کند، همان‌طور که خود ملکه تحت تأثیر دروگون چوگیال فاگپا از راهبان بودیسم تبتی قرار گرفته بود و به بودیسم گرویده بود. قوبلای خان راهب روگون چوگیال فاگپا را به عنوان پیر امپراتوری خود منصوب کرد و به او قدرت برتری بر تمام راهبان بودایی در قلمرو سلسله یوآن را اهدا کرد. روحانیان خود سرزمین مغولستان، دست‌کم در دربار، عبادت‌های سنتی خود را کنار گذاشتند و تا حد زیادی به بودیسم تبتی گرویدند. نفوذ فزاینده بودیسم تبتی را می‌توان در افزایش تعداد مغول‌هایی که نام‌های بودایی برگرفته از تبتی به آنها داده شد مشاهده کرد. از سوی دیگر رابطه روحانیان بودیسم چینی با روحانیون تبتی که نه تنها به خاطر عقیده خود، بلکه به دلیل اینکه متحد مورد علاقه مهاجمان بودند، موجب تحقیر بودیسم چینی شده بودند، همچنان خصمانه باقی ماند.
برخی از ایلخانان در ایران، با گشاده‌رویی از انواع راهبان بودایی هندی، تبتی و چینی حمایت می‌کردند. اما در سال ۱۲۹۵ غازان خان گرچه قبل از مسلمان شدنش، معبدی بودایی در خراسان ساخته بود، بوداییان را مورد آزار و اذیت قرار داد و معابد آنها را ویران کرد. متون مقدس بودایی قرن چهاردهمی که در مکان‌های باستان‌شناسی مربوط به خانات جغتای یافت شده‌است، نشان دهنده محبوبیت بودیسم در میان مغول‌ها و اویغورها است. توقتا از اردوی زرین نیز لاما‌ها را تشویق کرد که در روسیه مستقر شوند 

### مسیحیت

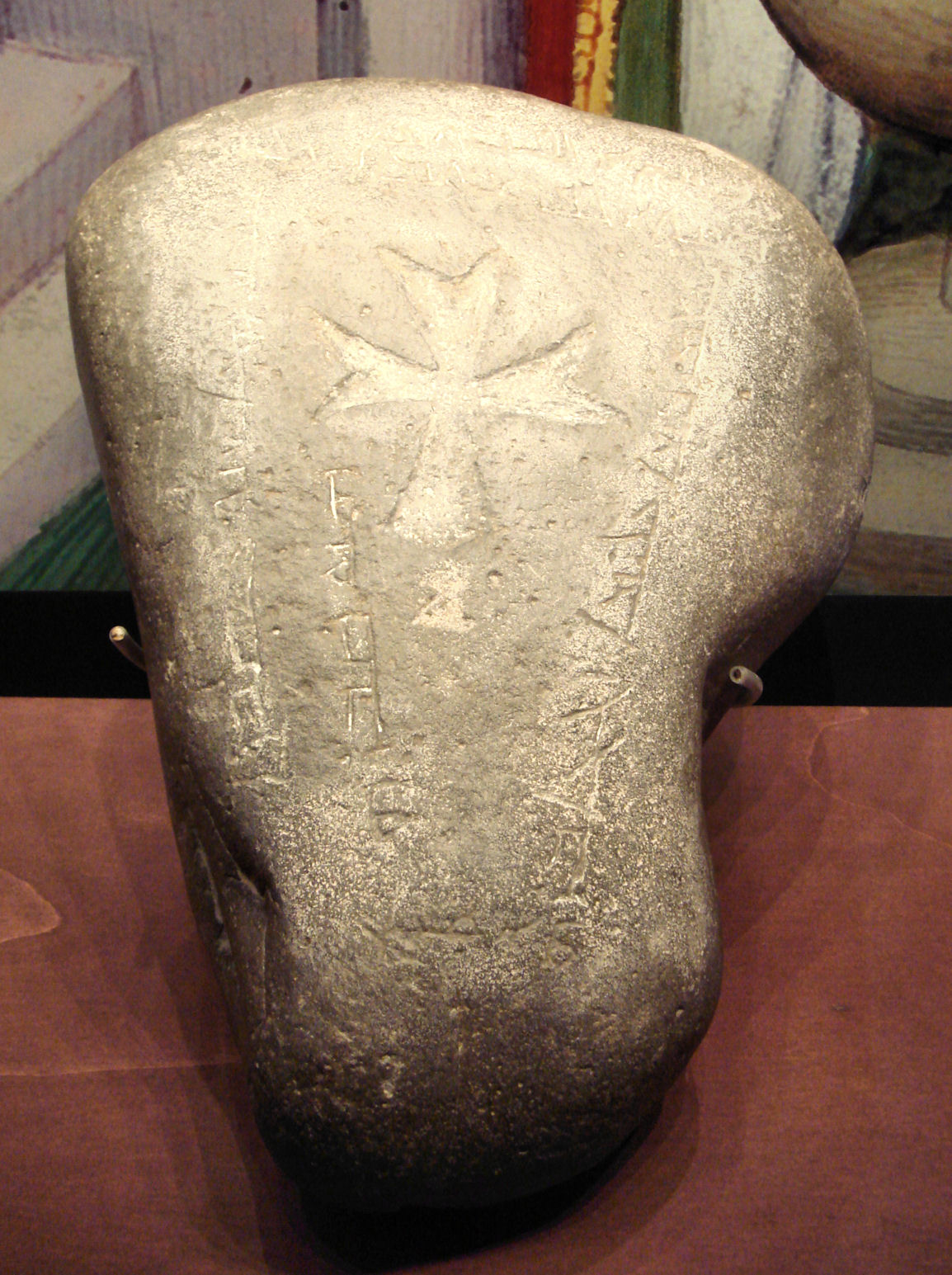
سنگ قبر نسطوری یافت شده در دریاچه ایسیق‌کول، مورخ ۱۳۱۲.

برخی از مغول‌ها از حدود قرن هفتم به مسیحیت نسطوری گرویده بودند و تعداد کمی از مغول‌ها نیز توسط مبلغ مسیحی جان مونتکوروینو که توسط ایالات پاپی اروپا منصوب شده بود، به کلیسای کاتولیک گرویدند.
دین مسیحیت هرگز در امپراتوری مغول به موقعیت عالی دست نیافت، اما بسیاری از خان‌های بزرگ و رهبران رده پایین‌تر توسط مادران مسیحی بزرگ شدند و توسط معلمان مسیحی آموزش دیدند. برخی از شخصیت‌های مهم مسیحی در میان مغولان عبارت بودند از: سرقویتی بیگی، همسر تولی خان و عروس چنگیز خان و مادر خاقانهای منگوقاآن، قوبلای خان، هولاکو خان و اریق بوقا; سرتاق خان، خان اردوی زرین؛ دوقوز خاتون، مادر حاکم اباقا خان; نایان، از نوادگان یکی از برادران چنگیز خان که در منچوری علیه قوبلای شورش برپا کرد. کیتبوقا، ژنرال نیروهای مغول در سرزمین شام که در اتحاد با مسیحیان با مسلمانان جنگید. اتحادهای زناشویی با قدرت‌های غربی نیز رخ داد، مانند ماریا پالایولوژینا، دختر (نامشروع) امپراتور بیزانس میخائیل هشتم که با اباقا خان در سال ۱۲۶۵ ازدواج کرد.
امپراتوری مغول به سرعت در حال گسترش بود. گروه‌های مهاجم مغول در ۱۲۱۹–۱۲۲۱ شروع به هجوم به شرق جهان اسلام، در ماوراءالنهر و ایران کردند سپس حمله مغول به فلسطین (سال‌های ۱۲۶۰ و ۱۳۰۰ میلادی) رخ داد. در طول جنگ صلیبی پنجم (۱۲۱۳–۱۲۲۱)، هنگامی که مسیحیان به‌طور ناموفق شهر دمیاط مصر را محاصره کردند، افسانهٔ یوحنای کشیش (پریستر جان) با واقعیت چنگیزخان آمیخته شد. شایعاتی در میان صلیبی‌ها منتشر شد مبنی بر اینکه یک «پادشاه مسیحی هند»، که از نسل پادشاه داوود است به مسلمانان در شرق در حال حمله است و در راه است تا به مسیحیان در جنگ‌های صلیبی کمک کند. حتی پاپ هونوریوس سوم در نامه ای به تاریخ ۲۰ ژوئن ۱۲۲۱، در مورد «نیروهایی که از خاور دور برای نجات سرزمین مقدس می‌آیند» اظهار نظر کرد.
قرن سیزدهم شاهد تلاش‌هایی برای اتحاد فرانک و مغول با تبادل سفیران و حتی همکاری نظامی با مسیحیان اروپایی در سرزمین مقدس بود. تلاش‌های بسیاری برای اتحاد فرانک‌ها و مغول‌ها در سده سیزدهم میلادی علیه دشمن مشترک آن‌ها، خلافت‌های اسلامی، توسط رهبران صلیبی فرانکی و امپراتوری مغول انجام گرفت. چنین اتحادی ممکن است یک انتخاب بدیهی به نظر برسد: مغول‌ها با توجه به حضور مسیحیان نسطوری در دربار مغول از قبل با مسیحیت همدل بودند. فرانک‌ها (ساکنان غرب اروپا و آن‌هایی که در دولت‌های صلیبی شام بودند) تا حدودی به خاطر افسانه دیرپای اسطوره‌ای یوحنای کشیش، یک پادشاه شرقی که بسیاری باور داشتند روزی به کمک صلیبیون در سرزمین مقدس خواهد آمد، با ایده حمایت از شرق موافق بودند. هم فرانک‌ها و مغول در میان مسلمانان دشمنان مشترکی داشتند. با این حال، علی‌رغم پیام‌ها، هدایا و فرستادگان فراوان مابین دو طرف در طول چندین دهه، این اتحاد که اغلب پیشنهاد می‌شد هرگز به نتیجه نرسید. اما همکاری نظامی بین مغول‌ها و دست نشاندگان مسیحی آنها در سال‌های ۱۲۵۸–۱۲۶۰ قابل توجه بود. ارتش هولاکو با نیروهای اتباع مسیحی خود بوهموند ششم انطاکیه، هتوم یکم، شاه ارمنستان (۱۲۷۰ –۱۲۱۵ میلادی) و گرجی‌های مسیحی، عملاً دو سلسله از قدرتمندترین سلسله‌های مسلمان آن دوران: عباسیان در بغداد و ایوبیان در سوریه را نابود کردند.

### نامه‌های ردوبدل شده بین سران مسیحی و مغولان

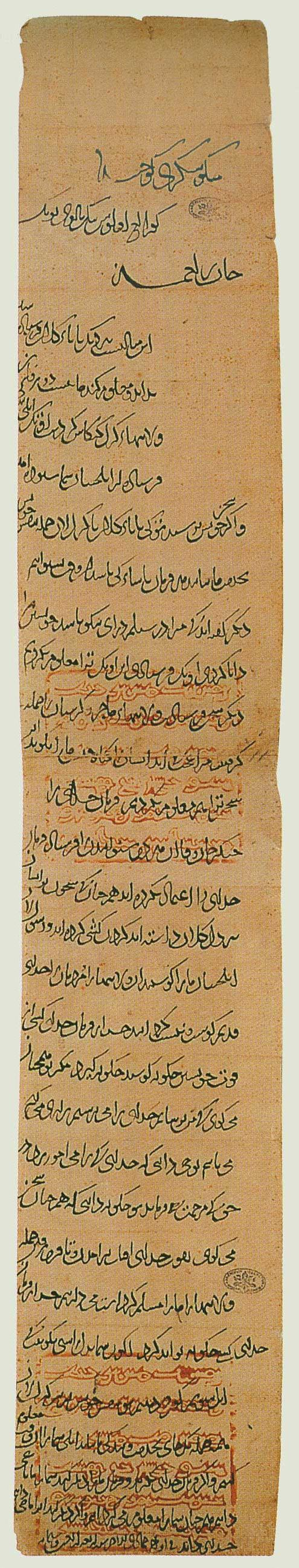
نامه گیوک خان به پاپ اینوسنت چهارم که در آن گیوک خان خواستار تسلیم شدن پاپ اینوسنت چهارم شد.

تعدادی نامه برجا مانده‌است که مقامات مغول پاپ‌ها و پادشاهان فرانسه را خطاب قرار داده‌اند. این اسناد یا به شکل اصلی خود به زبان مغولی، فارسی و لاتین، یا در گزارش‌های مبلغان فرانسیسکن و دومینیکن که به امپراتوری فرستاده شده‌اند، و همچنین در کتاب‌های تاریخی به زبان‌های لاتین و فرانسوی وجود دارد. پاسخ‌های خان‌های بزرگ به نامه‌های پاپ اینوسنت چهارم و لوئی نهم، پادشاه فرانسه (ح ۱۲۲۶–۱۲۷۰)، به شکل اصلی و در دسته اول قرار دارند و بین ۱۲۴۶ و ۱۲۵۴ نوشته شده‌اند، که مخاطبان نامه به تسلیم کامل و بی قید و شرط در برابر حکومت مغول دعوت شده‌اند. اسناد دسته دوم به زبان‌های لاتین و فرانسه به شکل اصلی نیستند و شامل نامه‌هایی است که ایلخانان به پاپ‌های گریگوری دهم (تولد ۱۲۱۰ - مرگ ۱۲۷۶)، هونوریوس چهارم (تولد ۱۲۱۰ - مرگ ۱۲۸۷)، نیکلاس چهارم (تولد: ۱۲۲۷ - مرگ ۱۲۹۲) و پاپ بونیفاس هشتم (تولد ۱۲۳۵– مرگ ۱۳۰۳ میلادی) همچنین فیلیپ چهارم، پادشاه فرانسه (ح ۱۲۸۵ – ۱۳۱۴ میلادی) فرستاده‌اند و متن آن در کتاب‌های تاریخی ذکر شده‌است. در این نامه‌ها، فرمانروایان مغول در ایران در پی برقراری ارتباط با غرب لاتین به منظور ایجاد اتحاد نظامی علیه دشمن مشترک، یعنی سلطان‌نشین ممالیک در قاهره هستند. اولین سند این مجموعه مربوط به سال ۱۲۶۲ است که آن را هولاکو خان، دو سال پس از شکستی که نیروهای سلطنت ممالیک در نبرد عین جالوت در فلسطین به لشکر مغول وارد کردند، به لوئی نهم، پادشاه فرانسه فرستاده و پیشنهاد اتحاد داده‌است مشخص نیست که این نامه به دست لوئی نهم رسیده‌است یا نه - تنها دست نوشته‌ای که از آن باقی مانده‌است. بر اساس این نامه هولاکو قصد تصرف اورشلیم به نفع پاپ را دارد و از لویی می‌خواهد که ناوگانی را علیه مصر بفرستد. محمد خدابنده اولجایتو که مسلمان بود، آخرین نامه را از خود برجا گذاشته‌است.

### اسلام

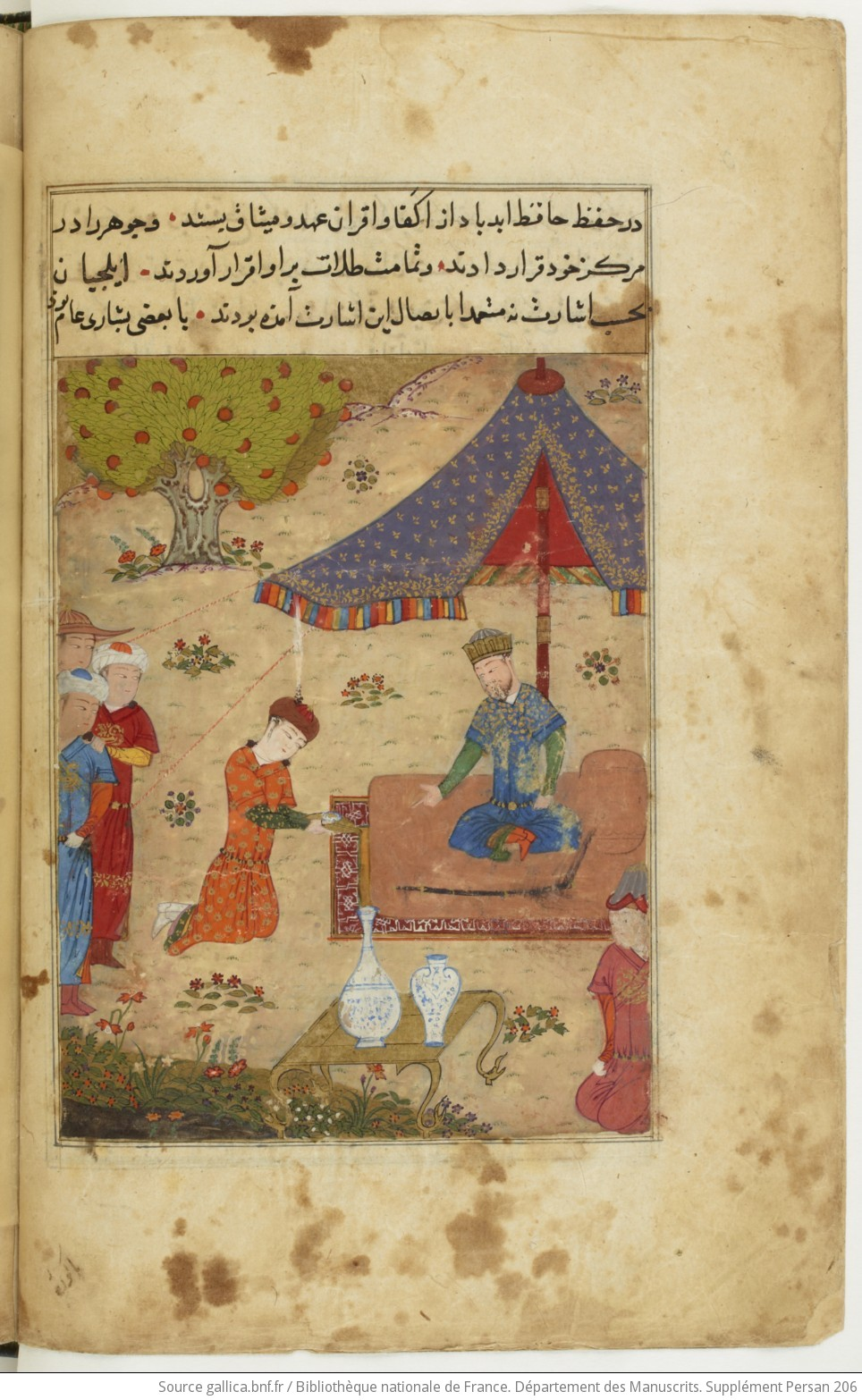
تصویر احمد تگودار سومین پادشاه سلسله ایلخانان در ایران که مسلمان شد.

ایلخانان، اردوی زرین و خانات جغتای (همراه با بودیسم و تنگاریسم) - سه خانات از چهار خانات اصلی (به جز دودمان یوآن) - اسلام را پذیرفتند. با این حال، سرزمین اصلی مغول‌ها کاملاً بودایی و شمن باقی ماندند. علت این بود که نخبگان مغول از اسلام برای تقویت حکومت خود بر اکثریت مسلمانان حمایت می‌کردند.
مغول‌های غیرمسلمان نیز مسلمانان بسیاری را در زمینه‌های مختلف به کار گرفتند و به‌طور فزاینده‌ای از توصیه‌های آنان در امور اداری استفاده کردند؛ مثلاً مشاور چنگیز خان محمود یلواج و وزیر دارایی قوبلای خان احمد بناکتی مسلمان بودند. از آنجایی که آنها تحصیلات خوبی داشتند و ترکی و مغولی می‌دانستند، بسیاری از مقامات برجسته مغول نیز تحت تأثیر قرار گرفتند و به اسلام گرویدند، مبارک شاه که اولین رهبر مسلمان خانات مغول بود و تارماشیرین از خانات جغتای همچنین تودا منگو (ح ۱۲۸۰ تا ۱۲۸۷) و برکه خان (ح ۱۲۵۷ تا ۱۲۶۶) از اردوی زرین از این جمله بودند.
غازان خان و محمد خدابنده اولجایتو از ایلخانان و برکه خان (۱۲۶۶ – ۱۲۰۸) که اولین رسمی کننده اسلام در خانات امپراتوری مغول بود و پس از آن اوزبیک خان از اردوی زرین، رعایای خود را به پذیرش دین اسلام نیز ترغیب می‌کردند. غازان خان هنگامی که متوجه شد که برخی از راهبان بودایی به دلیل ویران شدن برخی از معابدشان وانمود می‌کنند که به اسلام گرویده‌اند، به همه کسانی که می‌خواستند به تبت بازگردند، اجازه داد تا بتوانند آزادانه از دین خود پیروی کنند و در میان دیگر بوداییان قرار گیرند.
در ابتدا در خانات جغتای، بودیسم و شمنیسم تا دهه ۱۳۵۰ شکوفا شد. در حالی که در بخش غربی خانات به سرعت اسلام را پذیرفت، در بخش شرقی یا مغولستان (خانات) گسترش اسلام کند بود، تا اینکه طغلق تیمور (۱۳۲۹/۳۰–۱۳۶۳) همراه با هزاران رعایای آنها اسلام را پذیرفتند. دودمان یوآن برخلاف خانات‌های غربی هرگز به اسلام نگروید. دو خانات دیگر فرمانروایی و حاکمیت دودمان یوآن را پذیرفتند اما به تدریج این نفوذ از بین رفت. به دلیل این که قوبلای خان و جانشینان او نسبت به سایر ادیان مدارا می‌کردند، مسلمانان زیادی در قلمرو دودمان یوآن ساکن بودند. با این وجود، بودیسم تأثیرگذارترین دین در قلمرو خود بود. تماس بین امپراتوران یوآن در چین و کشورهای شمال آفریقا، هند و خاورمیانه تا اواسط قرن چهاردهم ادامه داشت. خارجی‌هایی مانند بودایی‌های اویغور، کرائیت‌ها و نایمان‌های مسیحی نسطوری، یهودیان و مسلمانان آسیای مرکزی به عنوان کاست (نظام اجتماعی) «سمو»، پایین‌تر از مغول‌ها اما بالاتر از چینی‌ها طبقه‌بندی می‌شدند. در آن زمان سلسله یوآن چهار کاست داشت. مغول‌ها، سموها (گروه‌های قومی و مذهبی خارجی و برخی دیگر)، هان (اتباع دودمان جین سابق) و جنوبی‌ها (همه تابعان دودمان سونگ جنوبی سابق)
مغول‌ها به‌طور هم‌زمان مسلمانان آسیای مرکزی را برای خدمت به چین وارد کردند و از چین مردم هان و مردم خیتان را فرستادند تا به عنوان سرپرست بر جمعیت مسلمان بخارا در آسیای مرکزی به امپراتوری مغول خدمت کنند و با این ترفند از خارجی‌ها برای محدود کردن قدرت محلی‌ها مردمان هر دو سرزمین استفاده می‌کردند.

#### آزار و اذیت غیرمسلمانان در ایلخانان

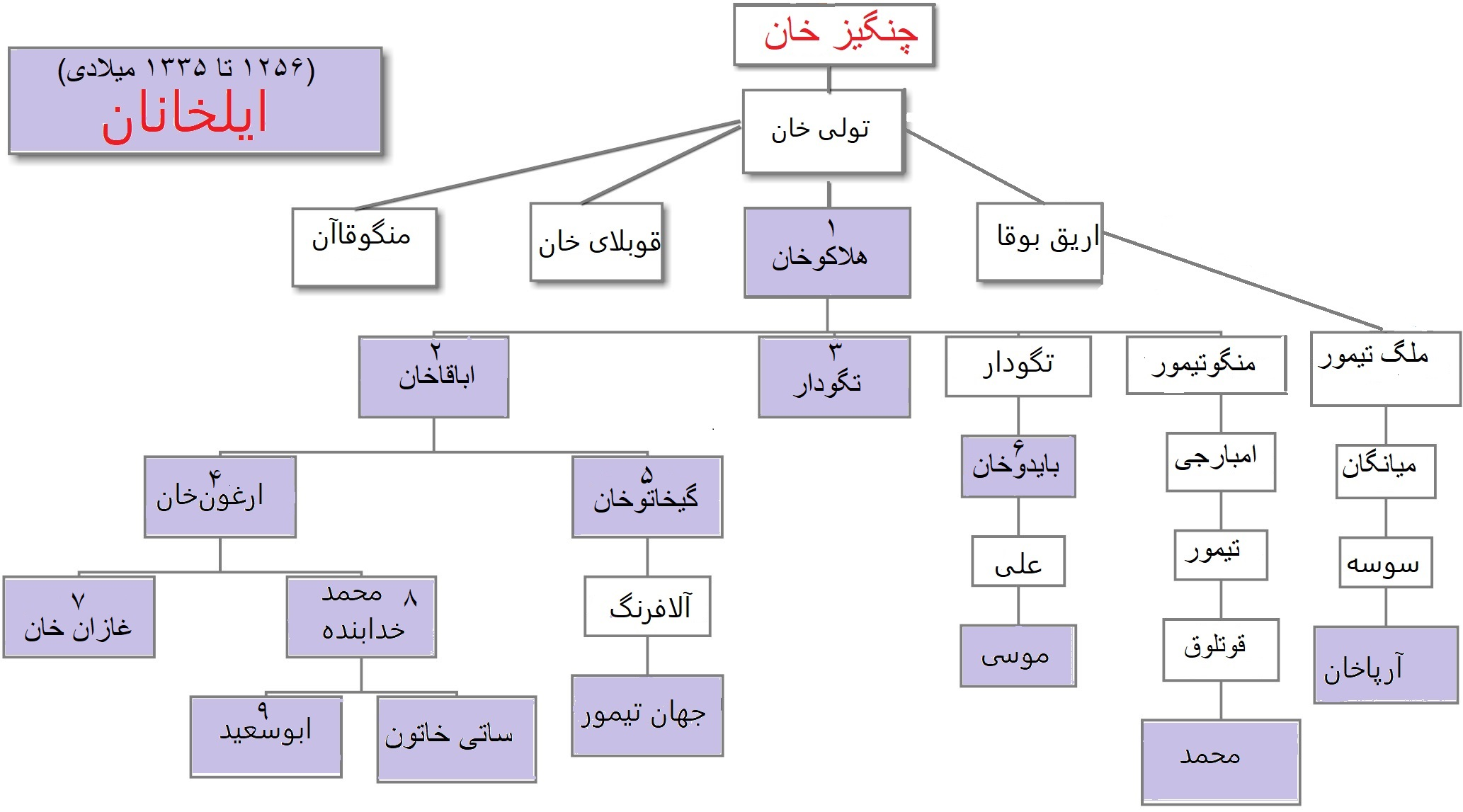
نسب ایلخانان مغول

خان‌های ایلخانان تا زمان غازان خان با تساهل مذهبی مسیحیان و یهودیان را از محدودیت‌های خود در حکومت اسلامی آزاد کردند. بدین ترتیب استعدادهای تازه‌ای در دسترس قرار گرفت، اما رقابت بر سر امتیازات جدید تأثیرات خوبی را که این دگرگونی ممکن است بر روابط بین ادیان داشته باشد، خدشه‌دار کرد.
هفتمین خان ایلخانان، غازان خان (ح ۱۲۹۵–۱۳۰۴) تحت تأثیر امیرنوروز (از طایفه اویرات مغول و حاکم خراسان) در سال ۱۲۹۵ به اسلام گروید و اسلام را دین رسمی دولتی کرد. گروش غازان خان به اسلام بسیار مهم و مؤثر بود و به پیروی او گروه انبوهی از مغولان به دین اسلام درآمدند و گسترش دامنه‌دار بودایی‌گری در میان ترکان و مغولان مقیم ایران متوقف شد. اسلام پذیری غازان موجب شد تا حکومت مغولان به هر حال مشروعیت یابد. یکی از وزرای ارشد او همچنین زندگی‌نامه‌نویس او، رشیدالدین همدانی، یهودی‌تبار بود. بر طبق مقاله بریتانیکا به نظر می‌رسد که او عمداً تلاش کرده‌است تا غازان را که او را «امپراتور اسلام» (پادشاه اسلام) می‌نامید، به‌عنوان حاکمی معرفی کند که ویژگی‌ها و کارکردهای «خلفای پیشین» و «پادشاهان بزرگ» ایران باستان را در هم آمیخته‌است. غازان خان با عنایت به سیدانی که ادعا می‌کردند از خاندان پیامبر هستند، احساسات مسلمانان را نسبت به خود جلب کرد و به نظر می‌رسد که او می‌خواست تفرقه‌های فرقه‌ای شیعه و سنی را ریشه کن کند، زیرا به نظر می‌رسد که اسلام غازانی طوری طراحی شده‌است که به‌طور یکسان برای هر دو گرایش جذاب باشد. هر گونه سوگیری جزئی به نفع شیعه را می‌توان به میل به تسخیر احساسات بسیاری از مردمی نسبت داد که در برابر تعصب سلجوقیان نسبت به سنی‌گرایی آزرده بودند و خواهان تعالیمی بودند که شامل مفاهیم هزار ساله بود. تشیع با سقوط خلافت عباسی آزاد شده بود و اعتقادش به ظهور امام دوازدهم که قرار بود صلح و عدالت را در جهان آغاز کند، آرامش دینی را ایجاد کرده بود.
غازان خان، در ابتدا از آنجائیکه برای حمله مغول به شام و مصر به مسیحیان نیاز داشت، تماس‌هایی با ارمنستان و مسیحیان برقرار کرد و سیاست تسامح را در داخل و خارج کشور با مسیحیان پیش گرفت تا از کمک آن‌ها بهره ببرد.
ابن عبری (کشیش مسیحی، زاده ۱۲۲۶) این ارزیابی را از دوران معاصر تسلط مغول از نگرش مغولان نسبت به رعایای مسیحی خود پس از مسلمان شدنشان ارائه می‌کند: «مغولان چون در میان مردم مسیحی حیا و حسن‌های دیگر از این قبیل را بسیار دیده بودند، در آغاز آنها را بسیار دوست داشتند. اما پس از مدتی علاقهٔ آنها به نفرت شدیدی تبدیل شده‌است که حتی نمی‌توانند آنها را با چشمان تأییدکننده ببینند، زیرا همه به یک اندازه مسلمان شده‌اند.» طبق فرمان‌های غازانی اتباع زرتشتی، مسیحی و یهودی موقعیت برابر خود را از دست دادند و مجبور به پرداخت مالیات «جزیه» شدند. غازان به بوداییان حق انتخاب آشکارتر تغییر دین یا اخراج را داد و دستور داد معابد آنها را ویران کنند.
برخی از مسلمان با قدرت گرفتن از این فرمان و با این باور که «هرکس مسیحیت را رها نکرده و ایمان خود به آن را انکار نکند، باید کشته شود»، در میان جمعیت مسیحی قتل‌عام کردند و ویرانی به بار آوردند. در ارمنستان، خدمات کلیسایی ممنوع شد و مقامات محلی دستور دادند تا روی شانه هر مرد مسیحی یک نقطه سیاه خال‌کوبی کنند و مردان مسیحی را تحقیر کنند. با وجود این آزارها تنها تعداد کمی از مسیحیان در پاسخ به این اقدامات به اسلام گرویدند. پس از خلع امیرنوروز و کشته شدن او در سال ۱۲۹۷، غازان عدم تسامح مذهبی را مجازات کرد و سعی کرد دوباره روابط خود را با غیر مسلمانان برقرار کند.

#### ممنوعیت برخی اعمال مذهبی اسلامی و یهودی
چنگیزخان و امپراتوران یوآن بعدی برخی اعمال اسلامی مانند قصابی حلال را ممنوع کردند و تحمیل و اجبار روش‌های قصابی مغول بر مسلمانان ادامه یافت. مسلمانان مجبور بودند در خفا گوسفند را ذبح کنند. چنگیزخان مستقیماً مسلمانان و یهودیان را «برده» می‌نامید و از آنها خواست به جای روش حلال از روش مغول در غذا خوردن پیروی کنند. انجام ختنه هم حرام بود. که یهودیان نیز تحت تأثیر قرار می‌داد همچنین مغولان یهودیان را از خوردن کوشر (مشابه حلال در اسلام) منع کردند. مسلمانان و یهودیان، در مجموع به عنوان «هویهویی» شناخته می‌شدند.

در میان همه اقوام بیگانه تنها هوی‌ها (مسلمانان چین) می‌گویند «ما غذای مغول نمی‌خوریم». چنگیز خان در واکنش گفت: «به کمک بهشت ما شما را به زیر سلطه درآوردیم. شما برده ما هستید اما شما غذا و نوشیدنی ما را نمی‌خورید. چگونه می‌تواند این کار شما درست باشد؟» سپس آنها را وادار به خوردن کرد. «اگر گوسفند را ذبح کنید، مجرم شناخته می‌شوید.» او آیین‌نامه‌ای در این باره صادر کرد… [در سال ۱۲۷۹/۱۲۸۰ در زمان قوبلای] همه مسلمانان می‌گویند: «اگر قصاب از دین غیرمسلمان [حیوان] را ذبح کند، ما نمی‌خوریم». چون مردم بیچاره از این موضوع ناراحت هستند، از این به بعد، «هویهویی‌ها» مردم [مسلمان] هوئی و [یهودی] مهم نیست که [حیوان] را چه کسی بکشد، [آن را] می‌خورند و باید خودشان از ذبح گوسفند دست بردارند و رسم و رسوم ختنه کردن را نیز متوقف کنند. 
دلیل بزرگی که هوئیهای مسلمان با دودمان مینگ برای بیرون راندن مغول‌ها از چین متحد شدند، این بود که دودمان یوآن کشتار حلال حیوان را برای یهودیان و مسلمانان ممنوع کرده بود. مسلمانان در شورش سپاه علیه دودمان یوآن قیام کردند اما این شورش سرکوب شد و در پی آن مسلمانان توسط فرمانده وفادار به دودمان یوآن چن یودینگ قتل‌عام شدند. برخی از جوامع مسلمان لقبی به زبان چینی داشتند که به معنای «پادگان» و همچنین به معنای «تشکر» بود، بسیاری از مسلمانان هوئی ادعا می‌کنند که این نام به این دلیل است که آنها نقش مهمی در سرنگونی مغول‌ها داشتند و به لطف چینی‌های هان و در جهت کمک به مسلمان‌ها این نامگذاری انجام شده‌است.
در طول فتح تسخیر یون‌نان توسط مینگ و بیرون راندن مغولان از چین، ژنرال‌های مسلمان مو یانگ و لان یو، نیروهای مسلمان وفادار به دودمان مینگ را در مقابل نیروهای مغول و مسلمانان وفادار به سلسله یوآن رهبری می‌کردند.

## دیدگاه بیرونی
اشتیاق مغول‌ها به تساهل مذهبی برای نویسندگان قرن هجدهم جذابیت داشت. ادوارد گیبون تاریخ‌نگار انگلیسی، در قطعه‌ای مشهور نوشت: «بازیگران کاتولیک اروپا» که با بی‌رحمی از حرف‌های بیهوده و خرافات دفاع می‌کردند، ممکن بود از وجود یک بربر که درس‌های فلسفه را پیش‌بینی می‌کرد و با قوانین خود نظامی از خداباوری خالص و مدارای کامل برقرار می‌کرد، گیج شده باشند. او در ادامه در پاورقی می‌افزاید، «ممکن است بین قوانین دینی چنگیز خان و جان لاک (پدر لیبرالیسم کلاسیک) تطابق منحصر به فردی یافت شود».

## تغییر دین نوادگان چنگیز
| هوئلون                       | هوئلون                       | هوئلون                       | هوئلون                       | هوئلون                       | هوئلون                       |  |  |                      |                      |                      |                      |                      |                      |  |  |                      |                      |                      |                      |                      |                      |  |  |                       |                       |                       |                       |                       |                       |  |  | یسوکای بهادر           | یسوکای بهادر           | یسوکای بهادر           | یسوکای بهادر           | یسوکای بهادر           | یسوکای بهادر           |  |  |                    |                    |                    |                    |                    |                    |  |  |                      |                      |                      |                      |                      |                      |  |  |           |           |           |           |           |           |  |  |                     |                     |                     |                     |                     |                     |  |  |           |           |           |           |           |           |  |  |  |  |  |  |  |  |  |  |  |  |  |  |  |  |  |  |  |  |  |  |  |  |  |  |
| هوئلون                       | هوئلون                       | هوئلون                       | هوئلون                       | هوئلون                       | هوئلون                       |  |  |                      |                      |                      |                      |                      |                      |  |  |                      |                      |                      |                      |                      |                      |  |  |                       |                       |                       |                       |                       |                       |  |  | یسوکای بهادر           | یسوکای بهادر           | یسوکای بهادر           | یسوکای بهادر           | یسوکای بهادر           | یسوکای بهادر           |  |  |                    |                    |                    |                    |                    |                    |  |  |                      |                      |                      |                      |                      |                      |  |  |           |           |           |           |           |           |  |  |                     |                     |                     |                     |                     |                     |  |  |           |           |           |           |           |           |  |  |  |  |  |  |  |  |  |  |  |  |  |  |  |  |  |  |  |  |  |  |  |  |  |  |
|                              |                              |                              |                              |                              |                              |  |  |                      |                      |                      |                      |                      |                      |  |  |                      |                      |                      |                      |                      |                      |  |  |                       |                       |                       |                       |                       |                       |  |  |                        |                        |                        |                        |                        |                        |  |  |                    |                    |                    |                    |                    |                    |  |  |                      |                      |                      |                      |                      |                      |  |  |           |           |           |           |           |           |  |  |                     |                     |                     |                     |                     |                     |  |  |           |           |           |           |           |           |  |  |  |  |  |  |  |  |  |  |  |  |  |  |  |  |  |  |  |  |  |  |  |  |  |  |
|                              |                              |                              |                              |                              |                              |  |  |                      |                      |                      |                      |                      |                      |  |  |                      |                      |                      |                      |                      |                      |  |  |                       |                       |                       |                       |                       |                       |  |  |                        |                        |                        |                        |                        |                        |  |  |                    |                    |                    |                    |                    |                    |  |  |                      |                      |                      |                      |                      |                      |  |  |           |           |           |           |           |           |  |  |                     |                     |                     |                     |                     |                     |  |  |           |           |           |           |           |           |  |  |  |  |  |  |  |  |  |  |  |  |  |  |  |  |  |  |  |  |  |  |  |  |  |  |
| بورته                        | بورته                        | بورته                        | بورته                        | بورته                        | بورته                        |  |  | چنگیز خان تنگری‌باوری | چنگیز خان تنگری‌باوری | چنگیز خان تنگری‌باوری | چنگیز خان تنگری‌باوری | چنگیز خان تنگری‌باوری | چنگیز خان تنگری‌باوری |  |  | قصار                 | قصار                 | قصار                 | قصار                 | قصار                 | قصار                 |  |  | هاچیون                | هاچیون                | هاچیون                | هاچیون                | هاچیون                | هاچیون                |  |  | تموگه                  | تموگه                  | تموگه                  | تموگه                  | تموگه                  | تموگه                  |  |  | بلگوتی             | بلگوتی             | بلگوتی             | بلگوتی             | بلگوتی             | بلگوتی             |  |  | بهتر                 | بهتر                 | بهتر                 | بهتر                 | بهتر                 | بهتر                 |  |  |           |           |           |           |           |           |  |  |                     |                     |                     |                     |                     |                     |  |  |           |           |           |           |           |           |  |  |  |  |  |  |  |  |  |  |  |  |  |  |  |  |  |  |  |  |  |  |  |  |  |  |
| بورته                        | بورته                        | بورته                        | بورته                        | بورته                        | بورته                        |  |  | چنگیز خان تنگری‌باوری | چنگیز خان تنگری‌باوری | چنگیز خان تنگری‌باوری | چنگیز خان تنگری‌باوری | چنگیز خان تنگری‌باوری | چنگیز خان تنگری‌باوری |  |  | قصار                 | قصار                 | قصار                 | قصار                 | قصار                 | قصار                 |  |  | هاچیون                | هاچیون                | هاچیون                | هاچیون                | هاچیون                | هاچیون                |  |  | تموگه                  | تموگه                  | تموگه                  | تموگه                  | تموگه                  | تموگه                  |  |  | بلگوتی             | بلگوتی             | بلگوتی             | بلگوتی             | بلگوتی             | بلگوتی             |  |  | بهتر                 | بهتر                 | بهتر                 | بهتر                 | بهتر                 | بهتر                 |  |  |           |           |           |           |           |           |  |  |                     |                     |                     |                     |                     |                     |  |  |           |           |           |           |           |           |  |  |  |  |  |  |  |  |  |  |  |  |  |  |  |  |  |  |  |  |  |  |  |  |  |  |
|                              |                              |                              |                              |                              |                              |  |  |                      |                      |                      |                      |                      |                      |  |  |                      |                      |                      |                      |                      |                      |  |  |                       |                       |                       |                       |                       |                       |  |  |                        |                        |                        |                        |                        |                        |  |  |                    |                    |                    |                    |                    |                    |  |  |                      |                      |                      |                      |                      |                      |  |  |           |           |           |           |           |           |  |  |                     |                     |                     |                     |                     |                     |  |  |           |           |           |           |           |           |  |  |  |  |  |  |  |  |  |  |  |  |  |  |  |  |  |  |  |  |  |  |  |  |  |  |
|                              |                              |                              |                              |                              |                              |  |  |                      |                      |                      |                      |                      |                      |  |  |                      |                      |                      |                      |                      |                      |  |  |                       |                       |                       |                       |                       |                       |  |  |                        |                        |                        |                        |                        |                        |  |  |                    |                    |                    |                    |                    |                    |  |  |                      |                      |                      |                      |                      |                      |  |  |           |           |           |           |           |           |  |  |                     |                     |                     |                     |                     |                     |  |  |           |           |           |           |           |           |  |  |  |  |  |  |  |  |  |  |  |  |  |  |  |  |  |  |  |  |  |  |  |  |  |  |
| جوجی خان تنگری‌باوری          | جوجی خان تنگری‌باوری          | جوجی خان تنگری‌باوری          | جوجی خان تنگری‌باوری          | جوجی خان تنگری‌باوری          | جوجی خان تنگری‌باوری          |  |  |                      |                      |                      |                      |                      |                      |  |  | جغتای تنگری‌باوری     | جغتای تنگری‌باوری     | جغتای تنگری‌باوری     | جغتای تنگری‌باوری     | جغتای تنگری‌باوری     | جغتای تنگری‌باوری     |  |  | توراکینا خاتون مسیحی  | توراکینا خاتون مسیحی  | توراکینا خاتون مسیحی  | توراکینا خاتون مسیحی  | توراکینا خاتون مسیحی  | توراکینا خاتون مسیحی  |  |  | اوگتای خان تنگری‌باوری  | اوگتای خان تنگری‌باوری  | اوگتای خان تنگری‌باوری  | اوگتای خان تنگری‌باوری  | اوگتای خان تنگری‌باوری  | اوگتای خان تنگری‌باوری  |  |  | سرقویتی بیگی مسیحی | سرقویتی بیگی مسیحی | سرقویتی بیگی مسیحی | سرقویتی بیگی مسیحی | سرقویتی بیگی مسیحی | سرقویتی بیگی مسیحی |  |  | تولی خان بودیسم      | تولی خان بودیسم      | تولی خان بودیسم      | تولی خان بودیسم      | تولی خان بودیسم      | تولی خان بودیسم      |  |  | آلخای بخی | آلخای بخی | آلخای بخی | آلخای بخی | آلخای بخی | آلخای بخی |  |  | چچیخن               | چچیخن               | چچیخن               | چچیخن               | چچیخن               | چچیخن               |  |  | ایل آلتون | ایل آلتون | ایل آلتون | ایل آلتون | ایل آلتون | ایل آلتون |  |  |  |  |  |  |  |  |  |  |  |  |  |  |  |  |  |  |  |  |  |  |  |  |  |  |
| جوجی خان تنگری‌باوری          | جوجی خان تنگری‌باوری          | جوجی خان تنگری‌باوری          | جوجی خان تنگری‌باوری          | جوجی خان تنگری‌باوری          | جوجی خان تنگری‌باوری          |  |  |                      |                      |                      |                      |                      |                      |  |  | جغتای تنگری‌باوری     | جغتای تنگری‌باوری     | جغتای تنگری‌باوری     | جغتای تنگری‌باوری     | جغتای تنگری‌باوری     | جغتای تنگری‌باوری     |  |  | توراکینا خاتون مسیحی  | توراکینا خاتون مسیحی  | توراکینا خاتون مسیحی  | توراکینا خاتون مسیحی  | توراکینا خاتون مسیحی  | توراکینا خاتون مسیحی  |  |  | اوگتای خان تنگری‌باوری  | اوگتای خان تنگری‌باوری  | اوگتای خان تنگری‌باوری  | اوگتای خان تنگری‌باوری  | اوگتای خان تنگری‌باوری  | اوگتای خان تنگری‌باوری  |  |  | سرقویتی بیگی مسیحی | سرقویتی بیگی مسیحی | سرقویتی بیگی مسیحی | سرقویتی بیگی مسیحی | سرقویتی بیگی مسیحی | سرقویتی بیگی مسیحی |  |  | تولی خان بودیسم      | تولی خان بودیسم      | تولی خان بودیسم      | تولی خان بودیسم      | تولی خان بودیسم      | تولی خان بودیسم      |  |  | آلخای بخی | آلخای بخی | آلخای بخی | آلخای بخی | آلخای بخی | آلخای بخی |  |  | چچیخن               | چچیخن               | چچیخن               | چچیخن               | چچیخن               | چچیخن               |  |  | ایل آلتون | ایل آلتون | ایل آلتون | ایل آلتون | ایل آلتون | ایل آلتون |  |  |  |  |  |  |  |  |  |  |  |  |  |  |  |  |  |  |  |  |  |  |  |  |  |  |
|                              |                              |                              |                              |                              |                              |  |  |                      |                      |                      |                      |                      |                      |  |  |                      |                      |                      |                      |                      |                      |  |  |                       |                       |                       |                       |                       |                       |  |  |                        |                        |                        |                        |                        |                        |  |  |                    |                    |                    |                    |                    |                    |  |  |                      |                      |                      |                      |                      |                      |  |  |           |           |           |           |           |           |  |  |                     |                     |                     |                     |                     |                     |  |  |           |           |           |           |           |           |  |  |  |  |  |  |  |  |  |  |  |  |  |  |  |  |  |  |  |  |  |  |  |  |  |  |
|                              |                              |                              |                              |                              |                              |  |  |                      |                      |                      |                      |                      |                      |  |  |                      |                      |                      |                      |                      |                      |  |  |                       |                       |                       |                       |                       |                       |  |  |                        |                        |                        |                        |                        |                        |  |  |                    |                    |                    |                    |                    |                    |  |  |                      |                      |                      |                      |                      |                      |  |  |           |           |           |           |           |           |  |  |                     |                     |                     |                     |                     |                     |  |  |           |           |           |           |           |           |  |  |  |  |  |  |  |  |  |  |  |  |  |  |  |  |  |  |  |  |  |  |  |  |  |  |
| باتوخان تنگری‌باوری           | باتوخان تنگری‌باوری           | باتوخان تنگری‌باوری           | باتوخان تنگری‌باوری           | باتوخان تنگری‌باوری           | باتوخان تنگری‌باوری           |  |  | برکه خان اسلام سنی   | برکه خان اسلام سنی   | برکه خان اسلام سنی   | برکه خان اسلام سنی   | برکه خان اسلام سنی   | برکه خان اسلام سنی   |  |  | بایدارخان تنگری‌باوری | بایدارخان تنگری‌باوری | بایدارخان تنگری‌باوری | بایدارخان تنگری‌باوری | بایدارخان تنگری‌باوری | بایدارخان تنگری‌باوری |  |  | گیوک خان مسیحی نسطوری | گیوک خان مسیحی نسطوری | گیوک خان مسیحی نسطوری | گیوک خان مسیحی نسطوری | گیوک خان مسیحی نسطوری | گیوک خان مسیحی نسطوری |  |  | کاشین                  | کاشین                  | کاشین                  | کاشین                  | کاشین                  | کاشین                  |  |  |                    |                    |                    |                    |                    |                    |  |  |                      |                      |                      |                      |                      |                      |  |  |           |           |           |           |           |           |  |  | اورغنه              | اورغنه              | اورغنه              | اورغنه              | اورغنه              | اورغنه              |  |  |           |           |           |           |           |           |  |  |  |  |  |  |  |  |  |  |  |  |  |  |  |  |  |  |  |  |  |  |  |  |  |  |
| باتوخان تنگری‌باوری           | باتوخان تنگری‌باوری           | باتوخان تنگری‌باوری           | باتوخان تنگری‌باوری           | باتوخان تنگری‌باوری           | باتوخان تنگری‌باوری           |  |  | برکه خان اسلام سنی   | برکه خان اسلام سنی   | برکه خان اسلام سنی   | برکه خان اسلام سنی   | برکه خان اسلام سنی   | برکه خان اسلام سنی   |  |  | بایدارخان تنگری‌باوری | بایدارخان تنگری‌باوری | بایدارخان تنگری‌باوری | بایدارخان تنگری‌باوری | بایدارخان تنگری‌باوری | بایدارخان تنگری‌باوری |  |  | گیوک خان مسیحی نسطوری | گیوک خان مسیحی نسطوری | گیوک خان مسیحی نسطوری | گیوک خان مسیحی نسطوری | گیوک خان مسیحی نسطوری | گیوک خان مسیحی نسطوری |  |  | کاشین                  | کاشین                  | کاشین                  | کاشین                  | کاشین                  | کاشین                  |  |  |                    |                    |                    |                    |                    |                    |  |  |                      |                      |                      |                      |                      |                      |  |  |           |           |           |           |           |           |  |  | اورغنه              | اورغنه              | اورغنه              | اورغنه              | اورغنه              | اورغنه              |  |  |           |           |           |           |           |           |  |  |  |  |  |  |  |  |  |  |  |  |  |  |  |  |  |  |  |  |  |  |  |  |  |  |
| سرتاق خان کلیسای ارتدکس شرقی | سرتاق خان کلیسای ارتدکس شرقی | سرتاق خان کلیسای ارتدکس شرقی | سرتاق خان کلیسای ارتدکس شرقی | سرتاق خان کلیسای ارتدکس شرقی | سرتاق خان کلیسای ارتدکس شرقی |  |  |                      |                      |                      |                      |                      |                      |  |  |                      |                      |                      |                      |                      |                      |  |  |                       |                       |                       |                       |                       |                       |  |  | قایدو اسلام سنی        | قایدو اسلام سنی        | قایدو اسلام سنی        | قایدو اسلام سنی        | قایدو اسلام سنی        | قایدو اسلام سنی        |  |  |                    |                    |                    |                    |                    |                    |  |  |                      |                      |                      |                      |                      |                      |  |  |           |           |           |           |           |           |  |  | مبارک شاه اسلام سنی | مبارک شاه اسلام سنی | مبارک شاه اسلام سنی | مبارک شاه اسلام سنی | مبارک شاه اسلام سنی | مبارک شاه اسلام سنی |  |  |           |           |           |           |           |           |  |  |  |  |  |  |  |  |  |  |  |  |  |  |  |  |  |  |  |  |  |  |  |  |  |  |
| سرتاق خان کلیسای ارتدکس شرقی | سرتاق خان کلیسای ارتدکس شرقی | سرتاق خان کلیسای ارتدکس شرقی | سرتاق خان کلیسای ارتدکس شرقی | سرتاق خان کلیسای ارتدکس شرقی | سرتاق خان کلیسای ارتدکس شرقی |  |  |                      |                      |                      |                      |                      |                      |  |  |                      |                      |                      |                      |                      |                      |  |  |                       |                       |                       |                       |                       |                       |  |  | قایدو اسلام سنی        | قایدو اسلام سنی        | قایدو اسلام سنی        | قایدو اسلام سنی        | قایدو اسلام سنی        | قایدو اسلام سنی        |  |  |                    |                    |                    |                    |                    |                    |  |  |                      |                      |                      |                      |                      |                      |  |  |           |           |           |           |           |           |  |  | مبارک شاه اسلام سنی | مبارک شاه اسلام سنی | مبارک شاه اسلام سنی | مبارک شاه اسلام سنی | مبارک شاه اسلام سنی | مبارک شاه اسلام سنی |  |  |           |           |           |           |           |           |  |  |  |  |  |  |  |  |  |  |  |  |  |  |  |  |  |  |  |  |  |  |  |  |  |  |
|                              |                              |                              |                              |                              |                              |  |  |                      |                      |                      |                      |                      |                      |  |  |                      |                      |                      |                      |                      |                      |  |  |                       |                       |                       |                       |                       |                       |  |  |                        |                        |                        |                        |                        |                        |  |  |                    |                    |                    |                    |                    |                    |  |  |                      |                      |                      |                      |                      |                      |  |  |           |           |           |           |           |           |  |  |                     |                     |                     |                     |                     |                     |  |  |           |           |           |           |           |           |  |  |  |  |  |  |  |  |  |  |  |  |  |  |  |  |  |  |  |  |  |  |  |  |  |  |
|                              |                              |                              |                              |                              |                              |  |  |                      |                      |                      |                      |                      |                      |  |  |                      |                      |                      |                      |                      |                      |  |  |                       |                       |                       |                       |                       |                       |  |  |                        |                        |                        |                        |                        |                        |  |  |                    |                    |                    |                    |                    |                    |  |  |                      |                      |                      |                      |                      |                      |  |  |           |           |           |           |           |           |  |  |                     |                     |                     |                     |                     |                     |  |  |           |           |           |           |           |           |  |  |  |  |  |  |  |  |  |  |  |  |  |  |  |  |  |  |  |  |  |  |  |  |  |  |
|                              |                              |                              |                              |                              |                              |  |  |                      |                      |                      |                      |                      |                      |  |  |                      |                      |                      |                      |                      |                      |  |  | منگوقاآن تنگری‌باوری   | منگوقاآن تنگری‌باوری   | منگوقاآن تنگری‌باوری   | منگوقاآن تنگری‌باوری   | منگوقاآن تنگری‌باوری   | منگوقاآن تنگری‌باوری   |  |  | قوبلای خان بودیسم تبتی | قوبلای خان بودیسم تبتی | قوبلای خان بودیسم تبتی | قوبلای خان بودیسم تبتی | قوبلای خان بودیسم تبتی | قوبلای خان بودیسم تبتی |  |  | هولاکو خان بودیسم  | هولاکو خان بودیسم  | هولاکو خان بودیسم  | هولاکو خان بودیسم  | هولاکو خان بودیسم  | هولاکو خان بودیسم  |  |  | اریق بوقا تنگری‌باوری | اریق بوقا تنگری‌باوری | اریق بوقا تنگری‌باوری | اریق بوقا تنگری‌باوری | اریق بوقا تنگری‌باوری | اریق بوقا تنگری‌باوری |  |  |           |           |           |           |           |           |  |  |                     |                     |                     |                     |                     |                     |  |  |           |           |           |           |           |           |  |  |  |  |  |  |  |  |  |  |  |  |  |  |  |  |  |  |  |  |  |  |  |  |  |  |
|                              |                              |                              |                              |                              |                              |  |  |                      |                      |                      |                      |                      |                      |  |  |                      |                      |                      |                      |                      |                      |  |  | منگوقاآن تنگری‌باوری   | منگوقاآن تنگری‌باوری   | منگوقاآن تنگری‌باوری   | منگوقاآن تنگری‌باوری   | منگوقاآن تنگری‌باوری   | منگوقاآن تنگری‌باوری   |  |  | قوبلای خان بودیسم تبتی | قوبلای خان بودیسم تبتی | قوبلای خان بودیسم تبتی | قوبلای خان بودیسم تبتی | قوبلای خان بودیسم تبتی | قوبلای خان بودیسم تبتی |  |  | هولاکو خان بودیسم  | هولاکو خان بودیسم  | هولاکو خان بودیسم  | هولاکو خان بودیسم  | هولاکو خان بودیسم  | هولاکو خان بودیسم  |  |  | اریق بوقا تنگری‌باوری | اریق بوقا تنگری‌باوری | اریق بوقا تنگری‌باوری | اریق بوقا تنگری‌باوری | اریق بوقا تنگری‌باوری | اریق بوقا تنگری‌باوری |  |  |           |           |           |           |           |           |  |  |                     |                     |                     |                     |                     |                     |  |  |           |           |           |           |           |           |  |  |  |  |  |  |  |  |  |  |  |  |  |  |  |  |  |  |  |  |  |  |  |  |  |  |
|                              |                              |                              |                              |                              |                              |  |  |                      |                      |                      |                      |                      |                      |  |  |                      |                      |                      |                      |                      |                      |  |  |                       |                       |                       |                       |                       |                       |  |  | ژنجین بودیسم تبتی      | ژنجین بودیسم تبتی      | ژنجین بودیسم تبتی      | ژنجین بودیسم تبتی      | ژنجین بودیسم تبتی      | ژنجین بودیسم تبتی      |  |  | اباقا خان بودیسم   | اباقا خان بودیسم   | اباقا خان بودیسم   | اباقا خان بودیسم   | اباقا خان بودیسم   | اباقا خان بودیسم   |  |  |                      |                      |                      |                      |                      |                      |  |  |           |           |           |           |           |           |  |  |                     |                     |                     |                     |                     |                     |  |  |           |           |           |           |           |           |  |  |  |  |  |  |  |  |  |  |  |  |  |  |  |  |  |  |  |  |  |  |  |  |  |  |
|                              |                              |                              |                              |                              |                              |  |  |                      |                      |                      |                      |                      |                      |  |  |                      |                      |                      |                      |                      |                      |  |  |                       |                       |                       |                       |                       |                       |  |  | ژنجین بودیسم تبتی      | ژنجین بودیسم تبتی      | ژنجین بودیسم تبتی      | ژنجین بودیسم تبتی      | ژنجین بودیسم تبتی      | ژنجین بودیسم تبتی      |  |  | اباقا خان بودیسم   | اباقا خان بودیسم   | اباقا خان بودیسم   | اباقا خان بودیسم   | اباقا خان بودیسم   | اباقا خان بودیسم   |  |  |                      |                      |                      |                      |                      |                      |  |  |           |           |           |           |           |           |  |  |                     |                     |                     |                     |                     |                     |  |  |           |           |           |           |           |           |  |  |  |  |  |  |  |  |  |  |  |  |  |  |  |  |  |  |  |  |  |  |  |  |  |  |
|                              |                              |                              |                              |                              |                              |  |  |                      |                      |                      |                      |                      |                      |  |  |                      |                      |                      |                      |                      |                      |  |  |                       |                       |                       |                       |                       |                       |  |  | تیمور خان بودیسم       | تیمور خان بودیسم       | تیمور خان بودیسم       | تیمور خان بودیسم       | تیمور خان بودیسم       | تیمور خان بودیسم       |  |  | ارغون‌خان بودیسم    | ارغون‌خان بودیسم    | ارغون‌خان بودیسم    | ارغون‌خان بودیسم    | ارغون‌خان بودیسم    | ارغون‌خان بودیسم    |  |  |                      |                      |                      |                      |                      |                      |  |  |           |           |           |           |           |           |  |  |                     |                     |                     |                     |                     |                     |  |  |           |           |           |           |           |           |  |  |  |  |  |  |  |  |  |  |  |  |  |  |  |  |  |  |  |  |  |  |  |  |  |  |